# John Havlicek
John J. »Hondo« Havlicek, ameriški košarkar, * 8. april 1940, Martins Ferry, Ohio, ZDA, † 25. april 2019, Jupiter, Florida, ZDA.
Havlicek je leta 1960 osvojil naslov prvaka v študentski ligi kot član Ohio State. Leta 1962 je bil kot skupno sedmi izbran na naboru lige NBA s strani kluba Boston Celtics, za katerega je igral svojo celotno profesionalno kariero, med letoma 1962 in 1978. V ligi NBA je skupno dosegel 26.395 točk, 8.007 skokov in 6.114 podaj. Osemkrat je osvojil naslov prvaka lige NBA, v letih 1963, 1964, 1965, 1966, 1968, 1969, 1974 in 1976. Trinajstkrat je zaigral na Tekmi vseh zvezd, štirikrat je bil izbran v prvo postavo lige in sedemkrat v drugo, petkrat v prvo obrambno postavo lige in trikrat drugo ter leta 1962 v prvo postavo novincev. 
Havlicek velja za enega najboljših igralcev v zgodovini lige NBA, posebej zaradi obrambnih sposobnosti. Ob njegovi upokojitvi leta 1978 so v klubu Boston Celtics takoj upokojili njegov dres s številko 17. Leta 1984 je bil sprejet v Košarkarski hram slavnih, leta 1997 pa med 50 najboljših igralcev NBA ob petdesetletnici lige.